# Animal Diversity Web
Animal Diversity Web (ADW) е онлайн база данни, съдържаща информация по естествена история, класификация и характеристики на хиляди видове животни. Тя включва хиляди снимки, стотици звукови клипове, както и виртуален музей.
ADW действа като онлайн енциклопедия, като всеки отделен вид фиш (сметка) показва основна информация, специфична за отделен вид. Всеки фиш включва географски обхват, местообитание, физическо описание, възпроизвеждане, продължителност на живота, начин на живот, поведение, навици на хранене, хищничество и природозащитен статус.
ADW е създаден от персонала на Музея по зоология в Университета на Мичиган. Фишовете се подготвят от студенти и преподаватели от над 30 колежа и университета в Съединените щати, впоследствие се рецензират от научните работници на музея. ADW има и над 350 фиша на висшите таксономични групи, както и класификацирани списъци на стотици хиляди видове, които все още нямат изготвени фишове.